# 吴开晋
吴开晋（1934年11月3日—2019年12月6日），男，山东人，中国诗人、诗歌评论家。山东大学中文系教授。

## 生平
1934年11月3日生于山东省阳信县，籍贯山东省沾化县古城镇于河村。幼年随祖父吴朝海在家乡读私塾。曾在北平读高小和初中。
1949年考入华北大学三部，在中央戏剧学院普通科学习。1950年加入中国人民解放军，参加抗美援朝战争，做文艺宣传工作。1955年考入东北人民大学（后改称吉林大学）中文系。1958年毕业后留校任教。曾任中文系写作教研室主任。1978年春调至山东大学中文系任教，历任中文系讲师、副教授、教授、系副主任等职。主要从事中国当代文学和现代诗歌教学与研究工作。1988年加入中国作家协会。担任中国诗歌学会、中国当代文学研究会、中国新文学学会理事，山东省当代文学研究会副会长。
因病医治无效于2019年12月6日在北京逝世，享年86岁。

## 作品
笔名吴辛。著有诗集《月牙泉》（1994年）、《倾听春天》（1998年）、《游心集》（2004年）。散文集《从黄果树到尼亚加拉》。专著《民间文学概论》（1959年）、《现代诗歌名篇选读》、《现代诗歌艺术与欣赏》、《新时期诗潮论》（主编，合著）、《当代新诗论》、《新诗的裂变与聚变》等。代表性论文《洛夫诗中的禅道意蕴》、《略论21世纪华文诗歌的发展走向》、《新诗如何走向新世纪——兼论当代诗歌的内部矛盾与解脱》等。
《土地的记忆》获以色列米瑞姆·林德勃歌诗歌和平奖。